# Джоді Комер
Джоді Марі Комер (англ. Jodie Marie Comer; нар. 11 березня 1993, Ліверпуль, Велика Британія) — британська акторка театру та кіно. Визнання та популярність досягла головною роллю Віланель у телесеріалі «Вбиваючи Єву» (2018—2022), за яку нагороджена преміями «Еммі» й БАФТА, двічі номінована на «Золотий глобус». У 2023 році Комер отримала найвищу театральну премію «Тоні» за найкращу жіночу роль у виставі «Prima Facie».

## Життєпис
Народилася 11 березня 1993 року в Ліверпулі. Займатися драматургією почала в середній школі. Пізніше отримала роль у радіоспектаклі, для якого їй порадили найняти агента.
Кар'єру почала у 2008 році, взявши участь у The Royal Today, спінофі серіалу The Royal. Після цього грала у таких популярних британських серіалах, як Holby City, Doctors, Мовчазний свідок, Casualty, Law & Order: UK, Vera, Інспектор Джордж Джентлі. Найпомітніші ролі на телебаченні почала отримувати після виконання провідних ролей у серіалах Justice, Remember Me й E4. Найбільш помітною стала роль Хлої Геммел у трьох сезонах My Mad Fat Diary. Комер брала участь у телевізійній адаптації «Коханець леді Чаттерлей» BBC One (2015). З'явилася в першому сезоні серіалу «Доктор Фостер». У 2015 році отримала роль у мінісеріалі «Тринадцять» на BBC Three про 26-річну Іві Моксен, викрадену в 13 років і ув'язнену в підвалі, доки вона не втікає і не возз'єднується з сім'єю. Прем'єра п'ятисерійного серіалу відбулася 28 лютого 2016 року.

## Фільмографія
| Рік       |    | Українська назва                   | Оригінальна назва                    | Роль                                     |
| --------- | -- | ---------------------------------- | ------------------------------------ | ---------------------------------------- |
| 2026      | ф  | Смерть Робін Гуда                  | The Death of Robin Hood              |                                          |
| 2025      | ф  | 28 років по тому                   | 28 Years Later                       | Ісла                                     |
| 2023      | ф  | Байкери                            | The Bikeriders                       | Кеті                                     |
| 2018—2022 | с  | Вбиваючи Єву                       | Killing Eve                          | Віланель / Оксана Астанкова (32 епізоди) |
| 2021      | тф | Допомога                           | Help                                 | Сара                                     |
| 2021      | ф  | Остання дуель                      | The Last Duel                        | Маргарита де Карруж                      |
| 2021      | ф  | Персонаж                           | Free Guy                             | Міллі Раск / Molotovgirl                 |
| 2020      | с  |                                    | Alan Bennett's Talking Heads         | Леслі (1 епізод)                         |
| 2019      | ф  | Зоряні війни: Скайвокер. Сходження | Star Wars: The Rise of Skywalker     | мірамір                                  |
| 2019      | кф |                                    | Either Way                           | Мадам                                    |
| 2018      | с  | (мінісеріал)                       | Snatches: Moments from Women's Lives | Лінда (1 епізод)                         |
| 2015—2017 | с  | Доктор Фостер                      | Doctor Foster                        | Кейт Паркс (9 епізодів)                  |
| 2017      | ф  |                                    | England Is Mine                      | Крістін                                  |
| 2017      | с  | Біла принцеса (мінісеріал)         | The White Princess                   | Єлизавета Йоркська (8 епізодів)          |
| 2016      | с  | (мінісеріал)                       | Rillington Place                     | Беріл Еванс (2 епізоди)                  |
| 2016      | с  | Тринадцять (мінісеріал)            | Thirteen                             | Айві Моксем (5 епізодів)                 |
| 2015      | тф | Коханець леді Чаттерлей            | Lady Chatterley's Lover              | Айві Болтон                              |
| 2013—2015 | с  | Мій божевільний щоденник           | My Mad Fat Diary                     | Хлої (16 епізодів)                       |
| 2014      | с  | Пам'ятай мене (мінісеріал)         | Remember Me                          | Ханна Ворд (3 епізоди)                   |
| 2014      | с  | Інспектор Джордж Джентлі           | Inspector George Gently              | Джастін Лейланд (1 епізод)               |
| 2013      | кф |                                    | In T'Vic                             | Голлідей                                 |
| 2013      | с  | Віра                               | Vera                                 | Іззі Ролінз (1 епізод)                   |
| 2013      | с  | Закон і порядок: Велика Британія   | Law & Order: UK                      | Джесс Гейс (1 епізод)                    |
| 2012—2013 | с  |                                    | Coming Up                            | Кет Салліван / Джемма (2 епізоди)        |
| 2012      | с  |                                    | Casualty                             | Медді Елдон (1 епізод)                   |
| 2012      | с  | (мінісеріал)                       | Good Cop                             | Емі (1 епізод)                           |
| 2012      | кф |                                    | The Last Bite                        | Марсі                                    |
| 2012      | с  | Мовчазний свідок                   | Silent Witness                       | Єва Ґілстон (2 епізоди)                  |
| 2012      | с  |                                    | Doctors                              | Келлі Лоутер (1 епізод)                  |
| 2011      | с  | (мінісеріал)                       | Justice                              | Шарна Малгерн (5 епізодів)               |
| 2010      | с  |                                    | Waterloo Road                        | Сара Еванс (1 епізод)                    |
| 2010      | с  |                                    | Holby City                           | Еллі Дженкінз (1 епізод)                 |
| 2008      | с  |                                    | The Royal Today                      | Ліенн (1 епізод)                         |

## Нагороди та номінації
| Нагорода                               | Рік  | Категорія                                       | Робота        | Результат |
| -------------------------------------- | ---- | ----------------------------------------------- | ------------- | --------- |
| Премія БАФТА у телебаченні             | 2017 | Найкраща жіноча роль                            | Тринадцять    | Номінація |
| Премія БАФТА у телебаченні             | 2019 | Найкраща жіноча роль                            | Вбиваючи Єву  | Перемога  |
| Премія БАФТА у телебаченні             | 2020 | Найкраща жіноча роль                            | Вбиваючи Єву  | Номінація |
| Премія БАФТА у телебаченні             | 2021 | Найкраща жіноча роль                            | Вбиваючи Єву  | Номінація |
| Премія БАФТА у телебаченні             | 2022 | Найкраща жіноча роль                            | Допомога      | Перемога  |
| Золотий глобус                         | 2020 | Найкраща жіноча роль у телесеріалі — драма      | Вбиваючи Єву  | Номінація |
| Золотий глобус                         | 2021 | Найкраща жіноча роль у телесеріалі — драма      | Вбиваючи Єву  | Номінація |
| Еммі                                   | 2019 | Найкраща жіноча роль у драматичному серіалі     | Вбиваючи Єву  | Перемога  |
| Еммі                                   | 2020 | Найкраща жіноча роль у драматичному серіалі     | Вбиваючи Єву  | Номінація |
| Еммі                                   | 2022 | Найкраща жіноча роль у драматичному серіалі     | Вбиваючи Єву  | Номінація |
| Премія Гільдії кіноакторів США         | 2020 | Найкраща жіноча роль у драматичному серіалі     | Вбиваючи Єву  | Номінація |
| Супутник                               | 2020 | Найкраща акторка драматичного серіалу           | Вбиваючи Єву  | Номінація |
| Супутник                               | 2022 | Найкраща акторка мінісеріалу або телефільму     | Допомога      | Номінація |
| Вибір телевізійних критиків            | 2019 | Найкраща акторка у драматичному серіалі         | Вбиваючи Єву  | Номінація |
| Вибір телевізійних критиків            | 2020 | Найкраща акторка у драматичному серіалі         | Вбиваючи Єву  | Номінація |
| Critics' Choice Super Awards           | 2022 | Найкраща акторка в екшн-фільмі                  | Остання дуель | Перемога  |
| Critics' Choice Super Awards           | 2022 | Найкраща акторка у фантастичному фільмі         | Персонаж      | Номінація |
| Премія Асоціації телевізійних критиків | 2018 | Індивідуальні досягнення в драмі                | Вбиваючи Єву  | Номінація |
| Премія Асоціації телевізійних критиків | 2019 | Індивідуальні досягнення в драмі                | Вбиваючи Єву  | Номінація |
| MTV Movie & TV Awards                  | 2019 | Найкращий злодій                                | Вбиваючи Єву  | Номінація |
| MTV Movie & TV Awards                  | 2021 | Найкращий поцілунок                             | Вбиваючи Єву  | Номінація |
| HCA TV Awards                          | 2022 | Найкраща акторка в телевізійному серіалі, драма | Вбиваючи Єву  | Номінація |
| Сатурн                                 | 2022 | Найкраща акторка другого плану                  | Персонаж      | Номінація |
| Тоні                                   | 2023 | Найкраща жіноча роль у п'єсі                    | Prima Facie   | Перемога  |